# Amyema hilliana
Amyema hilliana är en tvåhjärtbladig växtart som först beskrevs av William Faris Blakely, och fick sitt nu gällande namn av Danser. Amyema hilliana ingår i släktet Amyema och familjen Loranthaceae. Inga underarter finns listade i Catalogue of Life.